# 石川豊清
石川 豊清（いしかわ とよきよ、生没年不詳）とは、江戸時代の浮世絵師。

## 来歴
石川豊信の門人と推定される。石川を称す。宝暦（1751年 - 1764年）の頃、肉筆浮世絵及び版画を残している。肉筆の「柳下美人納涼之図」などが知られている。画風は豊信によく似ている。
『原色浮世絵大百科事典』第2巻には、組物の最終図として「朝鮮人来朝行列之図」が、石川豊清の作品として図判掲載されている。